# Acrantophis
Acrantophis – rodzaj węży z podrodziny Sanziniinae w rodzinie dusicielowatych (Boidae).

## Zasięg występowania
Rodzaj obejmuje gatunki występujące na Madagaskarze; stwierdzenie z Reunionu na Maskarenach nie zostało potwierdzone i prawdopodobnie było błędne.

## Systematyka

### Etymologia
- Acrantophis: gr. ακραντος akrantos „bezowocny, okaleczony, próżny”[5]; όφις óphis, όφeως ópheōs „wąż”[6].
- Pelophilus: gr. παλος palos „bagno”; φιλος philos „miłośnik”[2]. Gatunek typowy: Pelophilus madagascariensis Duméril & Bibron, 1844.

### Podział systematyczny
Do rodzaju należą następujące gatunki:
- Acrantophis dumerili Jan, 1860 – boa Dumerila
- Acrantophis madagascariensis (Duméril & Bibron, 1844) – boa madagaskarski[7][8]